# Los Amoles de Cortés
Los Amoles de Cortés är en ort i Mexiko.   Den ligger i kommunen Pénjamo och delstaten Guanajuato, i den centrala delen av landet, 300 km väster om huvudstaden Mexico City. Los Amoles de Cortés ligger 1 942 meter över havet och antalet invånare är 225.
Terrängen runt Los Amoles de Cortés är huvudsakligen kuperad, men åt nordväst är den platt. Runt Los Amoles de Cortés är det ganska tätbefolkat, med 104 invånare per kvadratkilometer. Närmaste större samhälle är La Piedad Cavadas, 19,0 km sydväst om Los Amoles de Cortés. I omgivningarna runt Los Amoles de Cortés växer huvudsakligen savannskog.